# Allsvenskan 2018
La temporada 2018 fue la 94.ª edición de la Allsvenskan, la máxima categoría del fútbol de Suecia desde su creación en 1924. En esta temporada, participaron dieciséis equipos, los trece mejores de la pasada, más tres provenientes de la Superettan. Malmö FF es el actual campeón.

## Ascensos y descensos
Halmstads BK y AFC Eskilstuna fueron relegados al final de la temporada 2017 después de terminar en los dos últimos lugares de la tabla. Fueron reemplazados por el campeón del Superettan 2017, IF Brommapojkarna y el subcampeón Dalkurd FF. IF Brommapojkarna regresó a Allsvenskan después de tres años de ausencia, al haber sido relegado al final de la temporada 2014. Esta es la sexta temporada de IF Brommapojkarna en la liga. Dalkurd FF participa en la liga por primera vez en la historia del club; son el cuarto club nuevo en las últimas cinco temporadas de Allsvenskan (después de Falkenbergs FF en 2014, Östersunds FK en 2016 y AFC Eskilstuna en 2017).
El último lugar fue ocupado por el ganador de los playoffs el Trelleborgs FF que superó al Jönköpings Södra IF.
| Pos. | Descendidos de la Allsvenskan 2017 |
| ---- | ---------------------------------- |
| 14.º | Jönköpings Södra IF                |
| 15.º | Halmstads BK                       |
| 16.º | AFC Eskilstuna                     |

| Pos. | Ascendidos de la Superettan 2017 |
| ---- | -------------------------------- |
| 1.º  | IF Brommapojkarna                |
| 2.º  | Dalkurd FF                       |
| 3.º  | Trelleborgs FF                   |

## Información de los equipos
| Club              | Ciudad     | Estadio          | Capacidad |
| ----------------- | ---------- | ---------------- | --------- |
| AIK Estocolmo     | Estocolmo  | Friends Arena    | 50,000    |
| BK Häcken         | Göteborg   | Bravida Arena    | 6,500     |
| Dalkurd FF        | Gävle      | Gavlevallen      | 6,500     |
| Djurgårdens IF    | Estocolmo  | Tele2 Arena      | 30,000    |
| GIF Sundsvall     | Sundsvall  | Idrottsparken    | 7,700     |
| Hammarby IF       | Estocolmo  | Tele2 Arena      | 30,000    |
| IF Brommapojkarna | Estocolmo  | Grimsta IP       | 8,000     |
| IF Elfsborg       | Borås      | Borås Arena      | 16,899    |
| IFK Göteborg      | Göteborg   | Gamla Ullevi     | 18,600    |
| IFK Norrköping    | Norrköping | Nya Parken       | 15,734    |
| IK Sirius         | Uppsala    | Studenternas IP  | 6,300     |
| Kalmar FF         | Kalmar     | Guldfågeln Arena | 12,000    |
| Malmö FF          | Malmö      | Swedbank Stadion | 22,500    |
| Örebro SK         | Örebro     | Behrn Arena      | 12,300    |
| Östersunds FK     | Östersund  | Jämtkraft Arena  | 8,466     |
| Trelleborgs FF    | Trelleborg | Vångavallen      | 7,000     |

- 1 De acuerdo con la página de información de cada club en el sitio web de la Asociación Sueca de Fútbol para Allsvenskan.[3]

### Personal y patrocinadores
Todos los clubes están obligados a llevar el logotipo del patrocinador oficial de la liga, Svenska Spel, así como el logo de Allsvenskan en la manga derecha de sus camisetas. 
Note: Flags indicate national team as has been defined under FIFA eligibility rules. Players and Managers may hold more than one non-FIFA nationality.
| Equipo            | Entrenador1             | Capitán                   | Firma deportiva | Patrocinador     |
| ----------------- | ----------------------- | ------------------------- | --------------- | ---------------- |
| AIK               | Rikard Norling          | Henok Goitom              | Nike            | Notar            |
| BK Häcken         | Andreas Alm             | Rasmus Lindgren           | Nike            | BRA Bygg         |
| Dalkurd FF        | Azrudin Valentić        | Peshraw Azizi             | Nike            | Fastlink         |
| Djurgårdens IF    | Özcan Melkemichel       | Jonas Olsson              | Adidas          | Prioritet Finans |
| GIF Sundsvall     | Joel Cedergren          | Tommy Naurin              | Adidas          | SCA              |
| Hammarby IF       | Stefan Billborn         | Kennedy Bakircioglu       | Puma            | Jobman           |
| IF Brommapojkarna | Luís Berkemeier Pimenta | Gustav Sandberg Magnusson | Nike            | Bauhaus          |
| IF Elfsborg       | Jimmy Thelin            | Kevin Stuhr Ellegaard     | Umbro           | Pulsen           |
| IFK Göteborg      | Poya Asbaghi            | Sebastian Eriksson        | Kappa           | Prioritet Finans |
| IFK Norrköping    | Jens Gustafsson         | Andreas Johansson         | Nike            | Holmen           |
| IK Sirius         | Kim Bergstrand          | Moses Ogbu                | Nike            | Varios           |
| Kalmar FF         | Nanne Bergstrand        | Viktor Elm                | Hummel          | Hjältevadshus    |
| Malmö FF          | Magnus Pehrsson         | Markus Rosenberg          | Puma            | Volkswagen       |
| Trelleborgs FF    | Patrick Winqvist        | Salif Camara Jönsson      | Nike            | Mellby Gård      |
| Örebro SK         | Axel Kjäll              | Nordin Gerzić             | Puma            | Ambitiös         |
| Östersunds FK     | Graham Potter           | Brwa Nouri                | Adidas          | Varios           |

## Tabla de posiciones
| Pos. | Equipo            | Pts. | PJ | G  | E  | P  | GF | GC | Dif. | Clasificación o descenso                                      |
| ---- | ----------------- | ---- | -- | -- | -- | -- | -- | -- | ---- | ------------------------------------------------------------- |
| 1    | AIK Stockholm (C) | 67   | 30 | 19 | 10 | 1  | 50 | 16 | +34  | Clasifica a Liga de Campeones de la UEFA 2019-20              |
| 2    | IFK Norrköping    | 65   | 30 | 19 | 8  | 3  | 51 | 27 | +24  | Primera fase clasificatoria de Liga Europa de la UEFA 2019-20 |
| 3    | Malmö FF          | 58   | 30 | 17 | 7  | 6  | 57 | 29 | +28  | Primera fase clasificatoria de Liga Europa de la UEFA 2019-20 |
| 4    | Hammarby IF       | 58   | 30 | 17 | 7  | 6  | 56 | 35 | +21  |                                                               |
| 5    | BK Häcken         | 53   | 30 | 16 | 5  | 9  | 58 | 27 | +31  | Segunda fase clasificatoria de Liga Europa de la UEFA 2019-20 |
| 6    | Östersunds FK     | 49   | 30 | 15 | 4  | 11 | 51 | 39 | +12  |                                                               |
| 7    | Djurgårdens IF    | 48   | 30 | 13 | 9  | 8  | 40 | 31 | +9   |                                                               |
| 8    | GIF Sundsvall     | 44   | 30 | 12 | 8  | 10 | 47 | 35 | +12  |                                                               |
| 9    | Örebro SK         | 35   | 30 | 9  | 8  | 13 | 34 | 40 | −6   |                                                               |
| 10   | Kalmar FF         | 34   | 30 | 9  | 7  | 14 | 27 | 35 | −8   |                                                               |
| 11   | IFK Göteborg      | 31   | 30 | 9  | 4  | 17 | 38 | 53 | −15  |                                                               |
| 12   | IF Elfsborg       | 30   | 30 | 7  | 9  | 14 | 29 | 41 | −12  |                                                               |
| 13   | IK Sirius         | 30   | 30 | 8  | 6  | 16 | 37 | 61 | −24  |                                                               |
| 14   | IF Brommapojkarna | 26   | 30 | 8  | 2  | 20 | 25 | 64 | −39  | Clasifica a Playoffs de descenso                              |
| 15   | Dalkurd FF        | 24   | 30 | 6  | 6  | 18 | 30 | 57 | −27  | Desciende a la Superettan 2019                                |
| 16   | Trelleborgs FF    | 15   | 30 | 3  | 6  | 21 | 24 | 64 | −40  | Desciende a la Superettan 2019                                |

 Fuente: svenskfotboll.se (en sueco)
Criterios de clasificación: 1) Puntos; 2) diferencia de goles; 3) Goles anotados; 4) Partidos ganados.
Notas:
1. ↑  BK Häcken esta clasificado a la Liga Europa de la UEFA 2019-20 en su calidad de campeón de la Copa de Suecia 2018-19.

## Resultados
| Local \ Visitante | AIK | BKH | DFF | DIF | GIFS | HAM | BP  | IFE | IFKG | IFKN | IKS | KFF | MFF | TFF | ÖSK | ÖFK |
| ----------------- | --- | --- | --- | --- | ---- | --- | --- | --- | ---- | ---- | --- | --- | --- | --- | --- | --- |
| AIK               | —   | 3–0 | 2–0 | 2–0 | 0–0  | 1–0 | 5–1 | 1–0 | 2–0  | 3–3  | 2–0 | 1–0 | 1–1 | 2–0 | 1–1 | 1–1 |
| Häcken            | 1–1 | —   | 3–0 | 5–0 | 3–0  | 2–2 | 6–0 | 5–0 | 4–1  | 0–1  | 2–1 | 1–0 | 1–1 | 2–1 | 1–1 | 2–0 |
| Dalkurd           | 0–4 | 0–5 | —   | 1–2 | 2–2  | 2–3 | 3–0 | 1–4 | 1–1  | 0–2  | 1–3 | 1–2 | 0–1 | 2–2 | 1–0 | 3–0 |
| Djurgården        | 0–0 | 2–1 | 1–0 | —   | 1–1  | 1–2 | 0–1 | 2–2 | 2–0  | 1–1  | 1–0 | 0–2 | 3–0 | 1–1 | 2–0 | 0–2 |
| Sundsvall         | 0–1 | 0–2 | 0–1 | 1–1 | —    | 2–3 | 3–0 | 2–1 | 2–0  | 1–1  | 4–0 | 2–0 | 2–2 | 1–0 | 0–0 | 2–3 |
| Hammarby          | 0–1 | 1–0 | 4–1 | 1–3 | 4–3  | —   | 4–0 | 0–1 | 3–0  | 2–1  | 3–1 | 0–0 | 3–2 | 1–0 | 2–0 | 1–2 |
| Brommapojkarna    | 0–2 | 2–0 | 2–1 | 1–0 | 1–3  | 2–4 | —   | 0–2 | 0–2  | 0–1  | 0–1 | 2–1 | 0–3 | 3–0 | 0–0 | 0–4 |
| Elfsborg          | 0–0 | 0–3 | 0–0 | 2–2 | 2–0  | 0–0 | 1–2 | —   | 1–1  | 0–1  | 0–1 | 1–1 | 1–2 | 2–1 | 1–0 | 0–2 |
| Göteborg          | 0–2 | 2–1 | 1–0 | 1–3 | 1–2  | 1–2 | 3–0 | 2–2 | —    | 0–2  | 2–3 | 1–3 | 0–3 | 2–2 | 2–0 | 2–1 |
| Norrköping        | 2–0 | 2–1 | 4–2 | 1–1 | 1–0  | 0–0 | 2–1 | 1–0 | 2–1  | —    | 1–0 | 3–1 | 3–1 | 1–2 | 3–2 | 4–2 |
| Sirius            | 2–3 | 0–0 | 2–3 | 1–5 | 1–3  | 1–1 | 4–2 | 4–2 | 3–2  | 1–1  | —   | 1–1 | 0–4 | 1–1 | 2–4 | 0–1 |
| Kalmar            | 0–1 | 1–2 | 0–0 | 0–1 | 0–2  | 1–1 | 1–1 | 1–0 | 2–1  | 1–2  | 1–0 | —   | 3–0 | 2–1 | 0–1 | 1–1 |
| Malmö             | 1–1 | 2–0 | 1–1 | 1–0 | 0–0  | 2–1 | 3–1 | 2–0 | 1–2  | 2–1  | 5–0 | 4–0 | —   | 3–0 | 4–0 | 1–1 |
| Trelleborg        | 1–4 | 0–3 | 0–1 | 0–3 | 1–6  | 1–3 | 2–1 | 2–2 | 1–3  | 1–1  | 1–2 | 0–1 | 1–0 | —   | 1–2 | 0–1 |
| Örebro            | 1–1 | 1–2 | 3–2 | 1–1 | 2–1  | 1–2 | 0–1 | 1–2 | 1–3  | 1–1  | 0–0 | 2–1 | 1–2 | 4–0 | —   | 2–1 |
| Östersund         | 1–2 | 2–0 | 3–0 | 0–1 | 1–2  | 3–3 | 3–1 | 1–0 | 2–1  | 0–2  | 5–2 | 2–0 | 2–3 | 4–1 | 0–2 | —   |

## Playoffs de ascenso-descenso
- El equipo número 14 de la Allsvenskan se enfrenta con el tercer equipo de la Superettan 2018 en juegos de de ida y vuelta, por un cupo en la máxima categoría la próxima temporada.
| 22 de noviembre de 2018 | AFC Eskilstuna | 0-1     | IF Brommapojkarna | Tunavallen, Eskilstuna,                                       |                                                               |
|                         |                | Reporte | Jack Lahne 12'    | Asistencia: 3 465 espectadores Árbitro(s): Stefan Johannesson | Asistencia: 3 465 espectadores Árbitro(s): Stefan Johannesson |

| 25 de noviembre de 2018 | IF Brommapojkarna | 1-2     | AFC Eskilstuna                        | Grimsta IP, Estocolmo,                                    |                                                           |
|                         | Ludvig Öhman 39'  | Reporte | Samuel Nnamani 65' · Bajram Ajeti 75' | Asistencia: 1 926 espectadores Árbitro(s): Andreas Ekberg | Asistencia: 1 926 espectadores Árbitro(s): Andreas Ekberg |

- Resultado global 2–2, AFC Eskilstuna vence por goles marcados como visita y asciende a la Allsvenskan.

## Goleadores
- Actualización final el 11 de noviembre de 2018
| Pos. | Jugador          | Club                     | Goles |
| ---- | ---------------- | ------------------------ | ----- |
| 1    | Paulinho         | BK Häcken                | 20    |
| 2    | Linus Hallenius  | GIF Sundsvall            | 18    |
| 3    | Nikola Đurđić    | Hammarby IF              | 13    |
| 3    | Romain Gall      | GIF Sundsvall / Malmö FF | 13    |
| 3    | Markus Rosenberg | Malmö FF                 | 13    |
| 6    | Henok Goitom     | AIK Solna                | 12    |
| 7    | Jiloan Hamad     | Hammarby IF              | 11    |